# Hessy Levinsons Taft

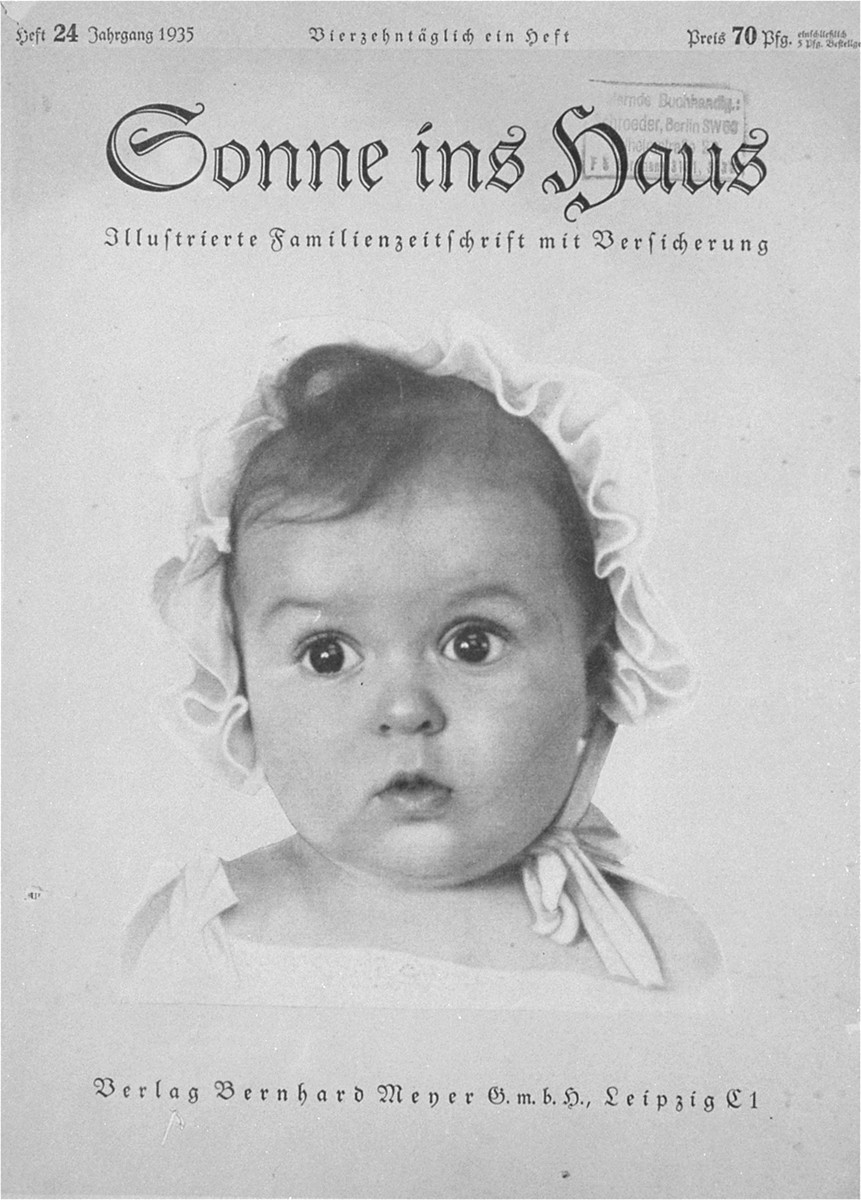
Hessy Levinsons Taft auf der Titelseite von Sonne ins Haus (1935)

Hessy Levinsons Taft (* 17. Mai 1934 in Berlin als Hessy Levinsons) ist eine Chemikerin und emeritierte Chemieprofessorin. Sie lebt in den USA. Durch ein Kinderfoto  von ihr aus dem Jahre 1934 wurde sie 2014 einer breiten Öffentlichkeit bekannt.

## Leben
Tafts jüdische Eltern Jacob Levinsons (geb. am 7. Juli 1903 in Ventspils, gest. im Januar 1989 in New York) und Pauline Levinsons, geb. Levine (geb. am 20. November 1902 in Daugavpils, gest. am 14. August 1997 in New York) kamen 1928 aus Lettland nach Berlin, weil sie dort nach ihrem Studium der klassischen Musik für ein halbes Jahr Engagements als Sänger erhalten hatten. Hessy Levinsons wurde dort geboren.
1938 wurde ihr Vater Jacob Levinsons von der Gestapo inhaftiert, aber nach kurzer Zeit wieder frei gelassen. Im selben Jahr ging die Familie nach Lettland zurück, ließ sich anschließend in Paris nieder und floh 1941 über Nizza nach Lissabon, von wo aus sie 1942 nach Kuba reisen konnte. In Kuba besuchten Hessy und ihre Schwester Noemi eine britische Schule. Im Jahr 1949 wanderte die Familie in die Vereinigten Staaten aus.
In New York absolvierte Hessy Levinsons die Julia Richman High School und schloss 1955 ihr Studium der Chemie am Barnard College ab. Danach war sie Doktorandin an der Columbia University. Dort lernte sie ihren Ehemann, den Mathematiker Earl Taft, kennen. Nach der Heirat im Jahr 1957 zogen die Eheleute nach New Jersey, und ihr Mann lehrte an der Rutgers University. Sie selbst unterrichtete ihre Kinder zuhause. Um weiter wissenschaftlich zu arbeiten, nahm sie eine Stelle beim Educational Testing Service in Princeton an. Dort war sie für die Prüfungen verantwortlich. Im Jahr 2000 zog die Familie zurück nach New York. Dort wurde Taft Chemieprofessorin an der St. John’s University. Sie befasste sich mit der nachhaltigen Wassernutzung. 2016 ging sie in den Ruhestand.
Im Jahr 2014 überreichte Hessy Levinsons Taft ein Exemplar der Titelseite der deutschen Familienzeitschrift Sonne ins Haus aus dem Jahr 1935 der israelischen Gedenkstätte Yad Vashem mit einem Foto von ihr als Säugling. Wie sie berichtete, habe der Berliner Fotograf Hans Ballin, der selbst jüdischer Abstammung war, das Bild 1934 aufgenommen und es ohne Zustimmung ihrer Eltern beim Reichsministerium für Volksaufklärung und Propaganda unter Joseph Goebbels eingereicht. Es erschien auf der Titelseite von Sonne ins Haus, die von Kurt Herrmann, einem überzeugten Nationalsozialisten und Freund von Hermann Göring, herausgegeben wurde. Aus Angst, die Nazis könnten herausfinden, dass ihre Familie jüdisch war, habe die Mutter den Fotografen über diesen Umstand informiert. Der Fotograf soll darauf entgegnet haben, dass er das Foto des Kindes bewusst ausgewählt habe, um die Nazis lächerlich zu machen. Das Bild wurde zudem zur Illustration einer Postkarte genutzt.